# Can Rigol (Corbera de Llobregat)
Can Rigol és una masia de Corbera de Llobregat (Baix Llobregat) inclosa en l'Inventari del Patrimoni Arquitectònic de Catalunya.

## Descripció
És una masia orientada a Sud-est, originàriament aïllada. La planta té forma d'ela. La part principal, de dues plantes, és datada l'any 1708 en el portal rodó. Com altres masies de Corbera, té un tancat amb l'entrada porxada. Al frontis hi figura la data "1773 Miquel Rigol - Any". Presenta un rellotge de sol interessant. Disposava de trulls de vi i oli (elements que han estat sostrets) en l'espai interior de la part del darrere de la casa. A dins conserva unes arcades de mig punt de pedra, i una part de sostre amb uns revoltons esgrafiats en guix policromat. A la peça principal de la casa només en resten quatre revoltons, la resta s'ha esmicolat.

## Història
Hi ha notícies de la masia des del 1579, la qual cosa suposa la preexistència d'una edificació més antiga, no determinable avui fàcilment donades les condicions de progressiva destrucció de la casa.
Durant la dècada dels 1960 fou adquirida pels actuals propietaris.